# Taktovka

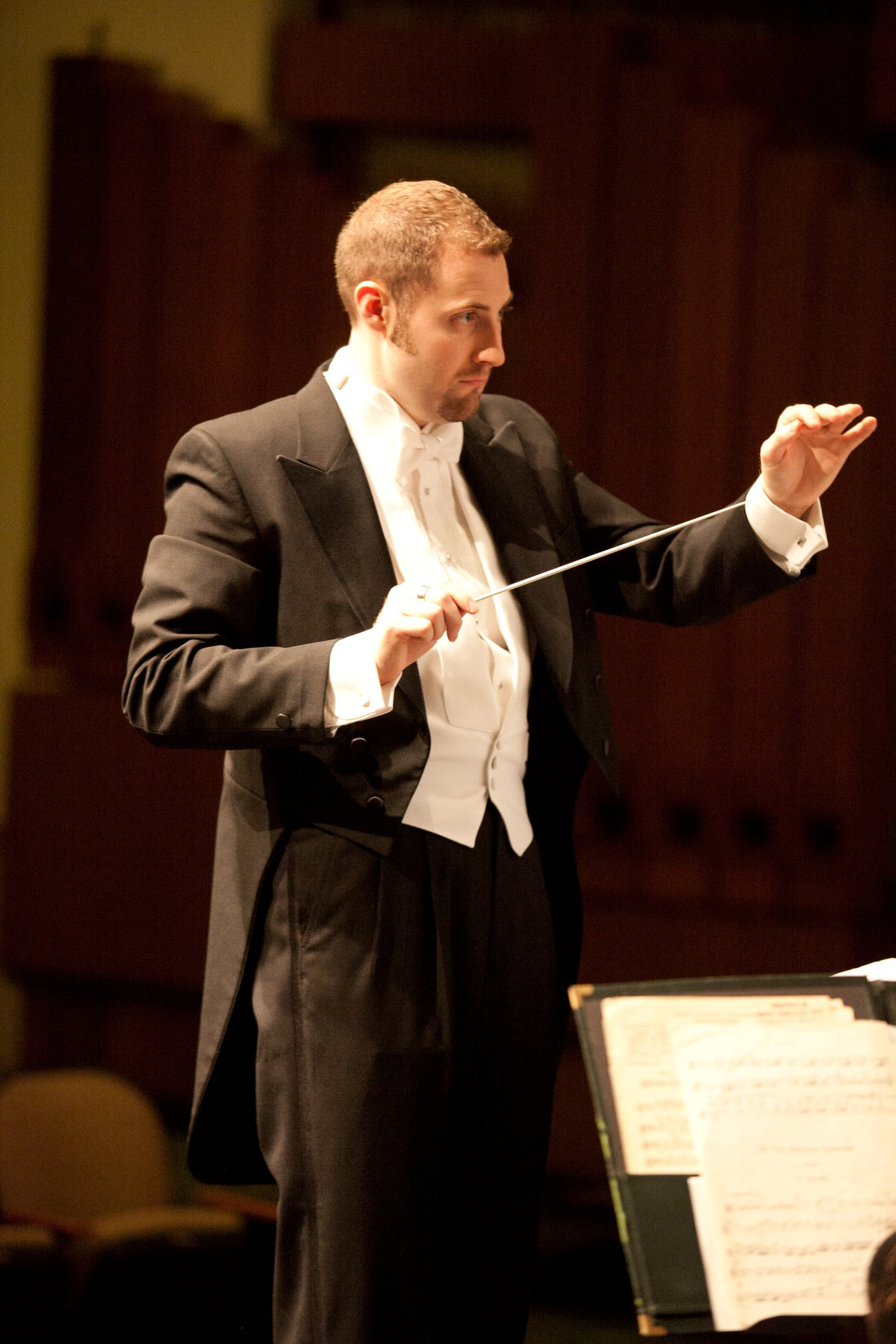
Dirigent Andrew Neer diriguje s taktovkou ve Wayne State University Concert Band v dubnu 2011

Taktovka (francouzsky baguette de chef d'orchestre, anglicky baton) je zvláštní ruční nástroj (jedná se vlastně o speciálně konstruované ukazovátko), který užívá dirigent při řízení orchestru, respektive při jeho dirigování. Taktovka je v podstatě tenká světlá tyčka vyrobená z plastu nebo z tvrdého dřeva o přibližné délce 40 až 48 centimetrů, která je na jednom konci opatřena vhodně ergonomicky tvarovanou rukojetí tak, aby dirigentovi při dirigování neklouzala z ruky. Kvalitní taktovky bývají také vybaveny doplňkovým ochranným pouzdrem tak, aby se při transportu a skladování v mimohudebním provozu nepoškodily (resp. nezlomily).
Některé speciální typy taktovek mohou být vyrobeny jakožto skládací z lehkých slitin kovů, jedná se o klasickou teleskopickou konstrukci známou např. z prutových antén nebo skládacích deštníků.

## Historie

### Období před 16. stoletím
Historicky první použití taktovky je datováno do roku 709 př. n. l. Pherekydes z Patry udával rytmus máváním zlatou hůlkou a hudebníci, hrající na flétny a citery, stáli v kruhu kolem něj.

### 16.–18. století

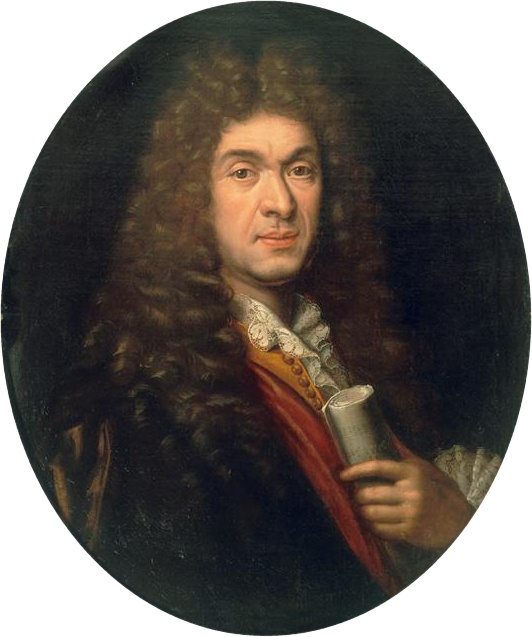
J. B. Lully (zemřel na následky infekce, když si probodl nohu barokní taktovkou)

Než se začala taktovka standardně používat, udával rytmus cembalista (např. srolovanými notami) nebo první houslista (smyčcem). Také bylo běžnou praxí, že dirigent stál zády k orchestru a dirigoval rukama.
Teprve v době Jeana-Baptiste Lullyho, dvorního skladatele Ludvíka XIV., se začala používat barokní taktovka: dlouhá hůl (francouzsky bâton) pro vedení orchestru. Dirigent stál zády k orchestru a takt udával boucháním holí o zem. 
Dne 8. ledna 1687 uvedl Lully své Te Deum k oslavě uzdravení krále Ludvíka XIV. Pro dirigování orchestru použil právě tuto dlouhou hůl. V průběhu dirigování si taktovkou prorazil nohu, což mu způsobilo absces, který vyústil v gangrénu. Protože Lully dlouho odmítal amputování končetiny (ke kterému došlo až příliš pozdě), zemřel na následky o dva měsíce později (22. března).

### Od 19. století
Klasická taktovka, jak ji známe dnes, zažila rozmach v letech 1820–1840. Jako první zavedl použití taktovky u dirigentského pultu skladatel Carl Maria von Weber.[zdroj⁠?!] Dirigent již stojí čelem k orchestru, nikoli zády.

## Přenesený význam slova
Slovo se někdy používá i v přeneseným významu zejména ve frazeologizmu „být pod taktovkou“, a to i v mimohudebním světě, zde ve smyslu „být někým přímo řízen“.